# Женольє
Женольє (фр. Genolier) — громада  в Швейцарії в кантоні Во, округ Ньйон.

## Географія
Громада розташована на відстані близько 110 км на південний захід від Берна, 34 км на захід від Лозанни.
Женольє має площу 4,9 км², з яких на 19% дозволяється будівництво (житлове та будівництво доріг), 44,5% використовуються в сільськогосподарських цілях, 35,3% зайнято лісами, 1,2% не є продуктивними (річки, льодовики або гори).

## Демографія
2019 року в громаді мешкало 1997 осіб (+12,1% порівняно з 2010 роком), іноземців було 30,2%. Густота населення становила 411 осіб/км².
За віковим діапазоном населення розподілялося таким чином: 24,3% — особи молодші 20 років, 57,7% — особи у віці 20—64 років, 18% — особи у віці 65 років та старші. Було 749 помешкань (у середньому 2,6 особи в помешканні).
Із загальної кількості 946 працюючих 21 був зайнятий в первинному секторі, 32 — в обробній промисловості, 893 — в галузі послуг.